# Asplenium hymenophylloides
Asplenium hymenophylloides är en svartbräkenväxtart som beskrevs av Fée. Asplenium hymenophylloides ingår i släktet Asplenium och familjen Aspleniaceae. Inga underarter finns listade.